# Louise de La Vallière
Pour les articles homonymes, voir de La Vallière.
Françoise-Louise de La Baume Le Blanc, duchesse de La Vallière et de Vaujours, est une noble française née le 6 août 1644 à Tours et morte le 6 juin 1710 à Paris. Elle est connue dans l'histoire pour avoir été l’une des favorites du roi Louis XIV de 1661 à 1667. Après avoir été délaissée par le roi, elle se tourna vers la religion et entra au couvent des Carmélites du faubourg Saint-Jacques de Paris, où elle prononça ses vœux perpétuels le 3 juin 1675.

## Biographie

### Famille

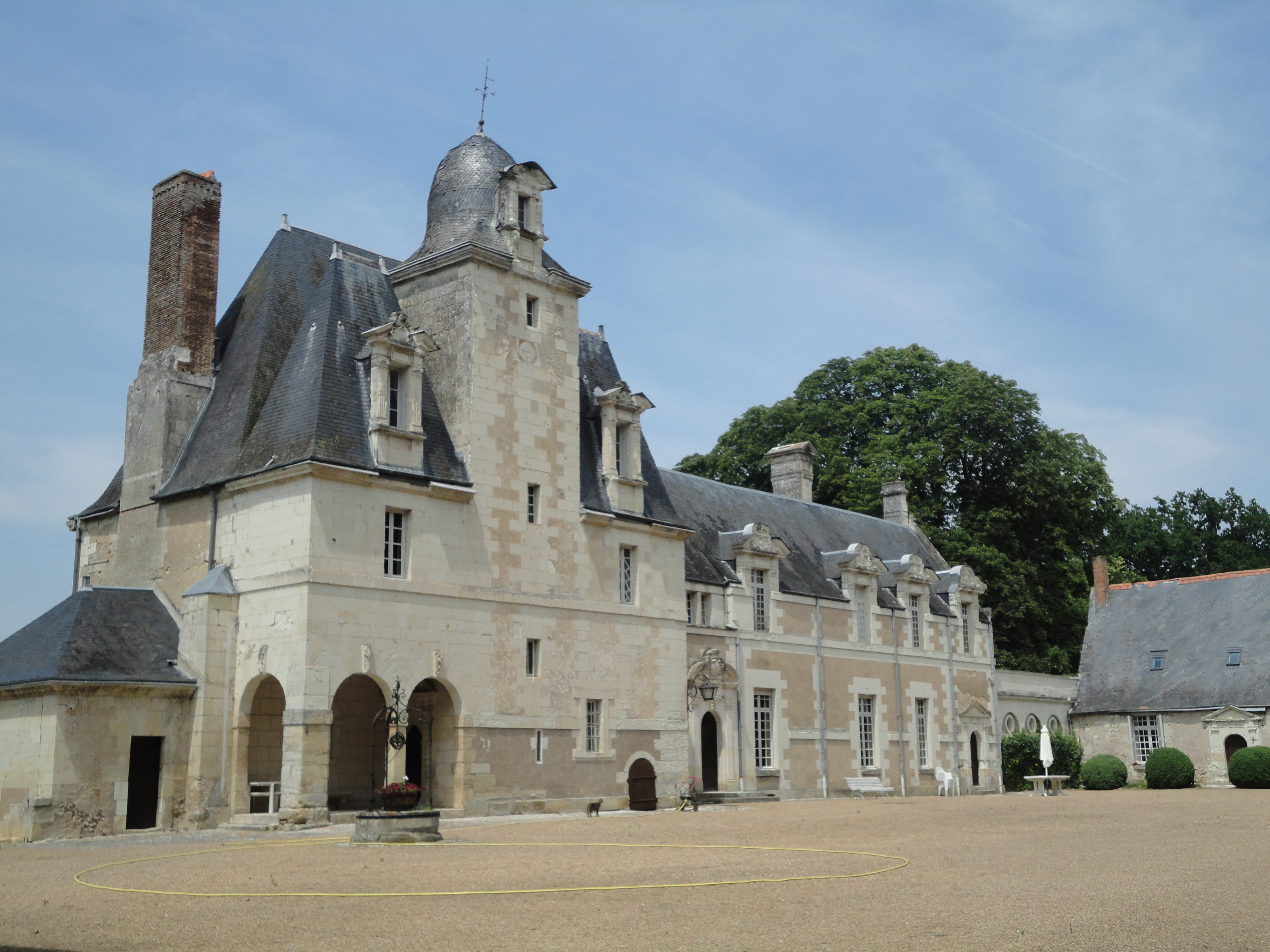
Le château de la Vallière à Reugny.

Françoise-Louise est née le 6 août 1644 à l'hôtel de la Crouzille, à Tours. Son père Laurent de La Baume Le Blanc est gouverneur du château d'Amboise, sa mère Françoise Le Provost était veuve d'un premier mariage avec Pierre-Bernard de Bezay, conseiller au Parlement de Paris.
Gilles de La Baume Le Blanc de La Vallière, évêque de Nantes, est son oncle.
Louise de La Vallière passa sa petite enfance à l'hôtel de la Crouzille à Tours et au château de La Vallière à Reugny, possessions de sa famille. C'est à Tours qu'elle se blessera à la suite d'une chute en sautant une haie vive sur son âne. Cette chute la laissera boiteuse.
Devenue veuve, sa mère se remaria le 2 mars 1655 avec Jacques de Courtarvel, chevalier et seigneur de Saint-Rémy, premier maître d'hôtel de la duchesse d'Orléans, Marguerite de Lorraine, épouse de Gaston d'Orléans frère de Louis XIII, exilé à Blois.

### Dans l'entourage de la famille royale
Ce mariage conduisit la famille de La Vallière à Blois ; Louise devint la compagne de jeu des princesses Françoise et Élisabeth, filles de Gaston d'Orléans. Elle fut éduquée avec les princesses, apprit à danser avec grâce et devint une cavalière émérite.
Après le décès de Gaston d'Orléans, sa veuve, Marguerite de Lorraine, quitta Blois et s'installa avec ses filles et leur suite à Paris, au palais du Luxembourg.
Le 31 mars 1661, le frère cadet du roi, Monsieur (Philippe d'Orléans), épousait la princesse Henriette d'Angleterre, sœur du roi Charles II d'Angleterre à laquelle il fallut constituer une maison digne de son rang. Louise de La Vallière devint demoiselle d'honneur dans la maison de Madame (Henriette d'Angleterre).

### Rencontre avec le roi
Une forte amitié entre le roi et la duchesse d'Orléans, sa belle-sœur, serait à l'origine de la rencontre de Louis XIV et de Louise de La Vallière. Cette amitié « galante » avait inquiété la reine-mère Anne d'Autriche, mais bientôt le roi allait la délaisser pour Mlle de La Vallière que François Honorat de Beauvilliers, comte de Saint-Aignan, présenta au roi.

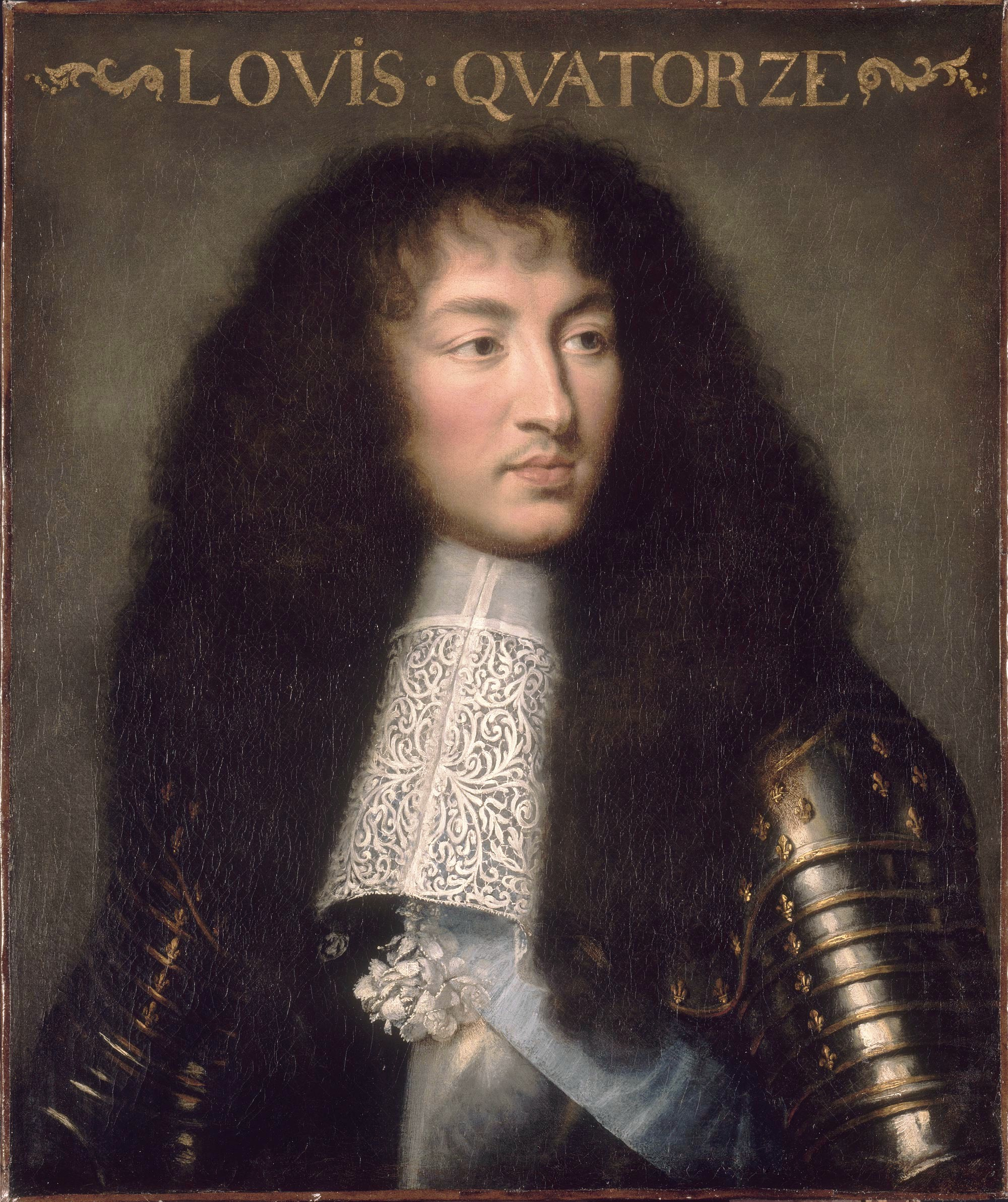
Louis XIV à l'âge de 22 ans.
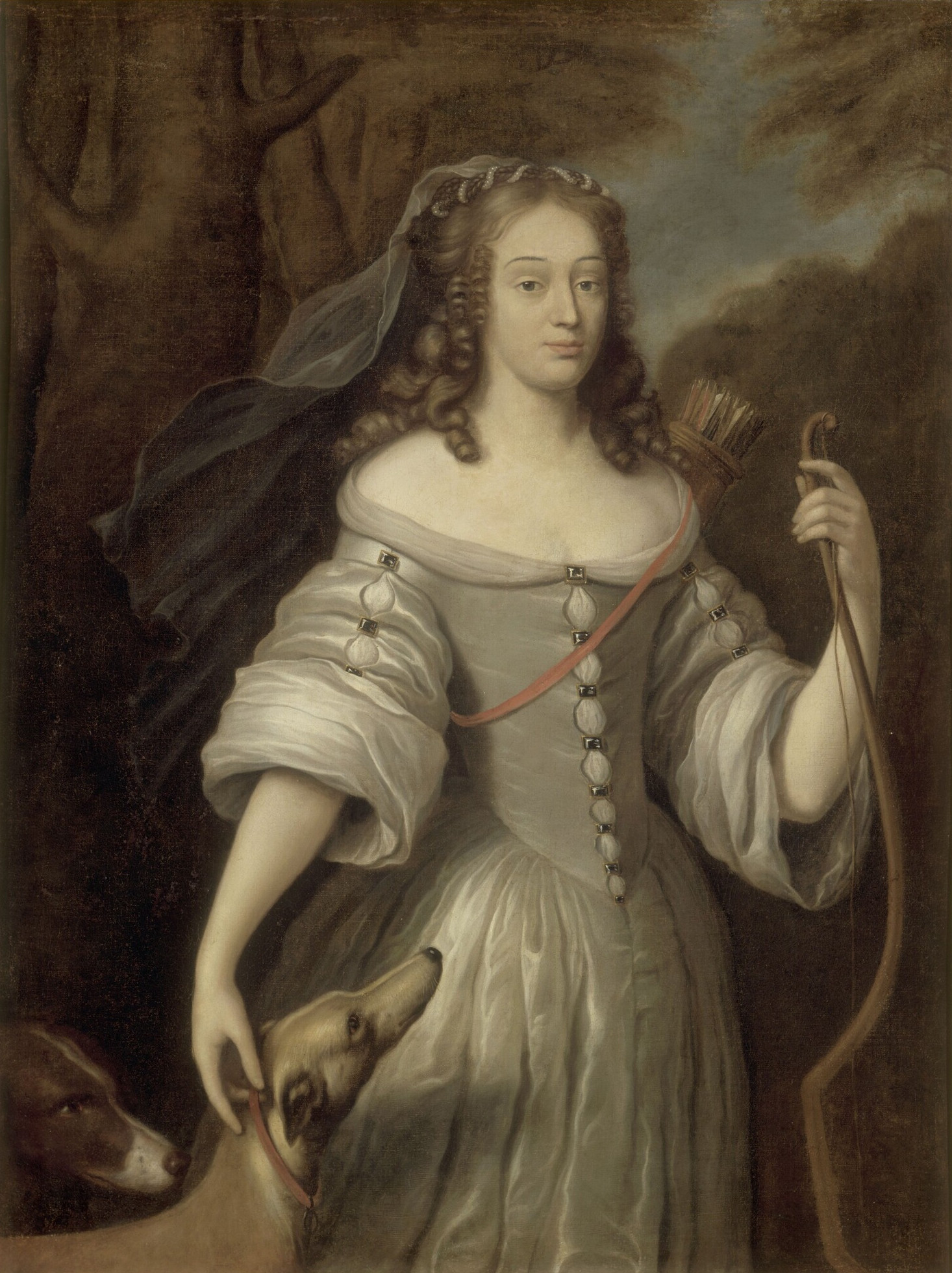
Louise de La Vallière.

Certaines sources indiquent que Louise de La Vallière aurait servi de « paravent » couvrant l'idylle amoureuse de la duchesse d'Orléans et du roi[réf. nécessaire]. Louis XIV tomba sous le charme de Louise, conquis par ses talents d'écuyère, son goût pour la musique et le chant, ses talents de danseuse, ses connaissances littéraires. Ils furent amants et Louise de La Vallière devint la maîtresse du roi. Ce dernier aurait été séduit par une phrase que la jeune fille aurait prononcée après leur première rencontre « Ah ! s'il n'était pas le Roi… ». Phrase qui aurait laissé penser au roi qu'elle l'aimait pour lui-même et non pour son titre.
Cette liaison fut rapidement connue et consterna les catholiques dévots, et des ecclésiastiques connus, comme Bossuet, choqué de cette aventure galante de la part d'un roi qui trompait son épouse. Elle provoqua les sarcasmes de la duchesse d'Orléans.

### La maîtresse du roi
Le 24 février 1662, à la suite d'une dispute avec Louis XIV, Louise de La Vallière s'enfuit des Tuileries et se réfugia dans un couvent de chanoinesses à Chaillot. Épuisée et désespérée, elle fut retrouvée par le roi qui, malgré sa colère, la ramena à la cour. Cet incident, causé par le refus de Louise de révéler les intrigues de Madame (Henriette d'Angleterre), illustre à la fois sa loyauté envers ses rivaux et la profondeur de sa relation tumultueuse avec le roi. Son retour fut négocié difficilement, Monsieur et Madame étant réticents à la reprendre à leur service. Cet épisode marque un tournant dans la vie de Louise, préfigurant son futur retrait du monde,.
Afin de ménager sa mère, Anne d'Autriche, le roi logea sa maîtresse dans un petit château servant de relais de chasse que Louise apprécia particulièrement, et qui était situé non loin de Saint-Germain-en-Laye, dans la forêt du village de Versailles.
Le roi y fit donner en 1664 une fête splendide, Les Plaisirs de l'île enchantée, lors de laquelle Molière joua La Princesse d'Élide, Les Fâcheux, Tartuffe et Lully composa les ballets. La reine et la reine-mère en furent les dédicataires officielles mais c'était à Louise que la fête était secrètement dédiée.
Louise reçut, en outre, la terre de Carrières-Saint-Denis où elle fit bâtir un château dont les jardins furent conçus et ordonnés par André Le Nôtre.
Après la mort de sa mère en 1666, Louis XIV afficha publiquement sa liaison, ce qui aurait déplu à Louise qui, aux fastes d'une liaison publique avec le roi, aurait préféré une relation plus discrète.
Louise de La Vallière et Louis XIV eurent — au moins — cinq enfants, dont seuls les deux derniers survécurent et furent légitimés :
1. Charles (1663- mort jeune[10]) ;
2. Philippe (1665- mort jeune[10]) ;
3. Louis (1665-1666[11]) ;
4. Marie-Anne (1666-1739), dite Mademoiselle de Blois, qui épousa Louis-Armand Ier de Bourbon-Conti ;
5. Louis, comte de Vermandois (1667-1683).

Le roi légitima en 1669 son fils Louis, lui conférant le titre de comte de Vermandois et la charge de surintendant de la Marine.

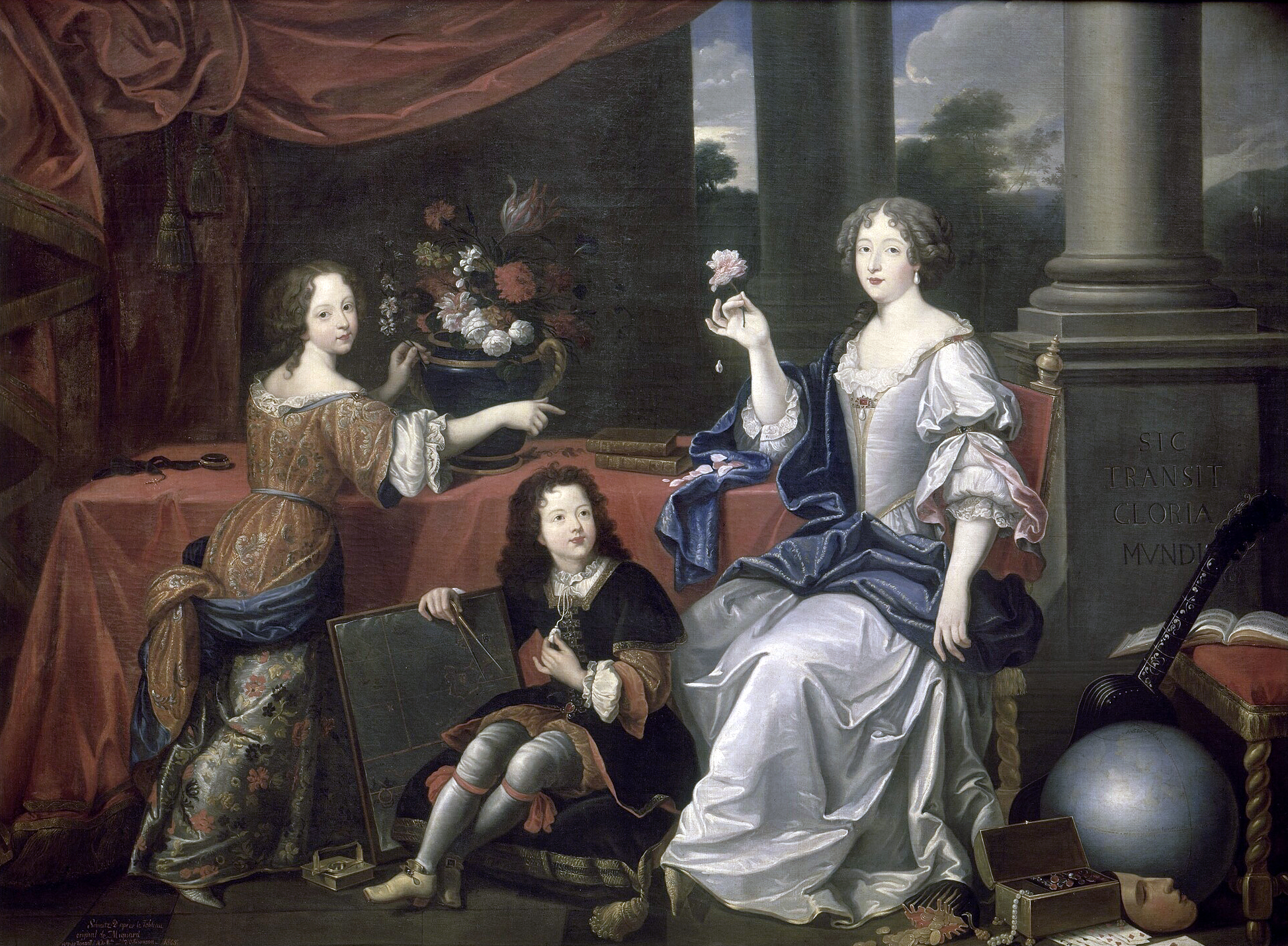
Louise de La Vallière et ses enfants par Pierre Mignard.
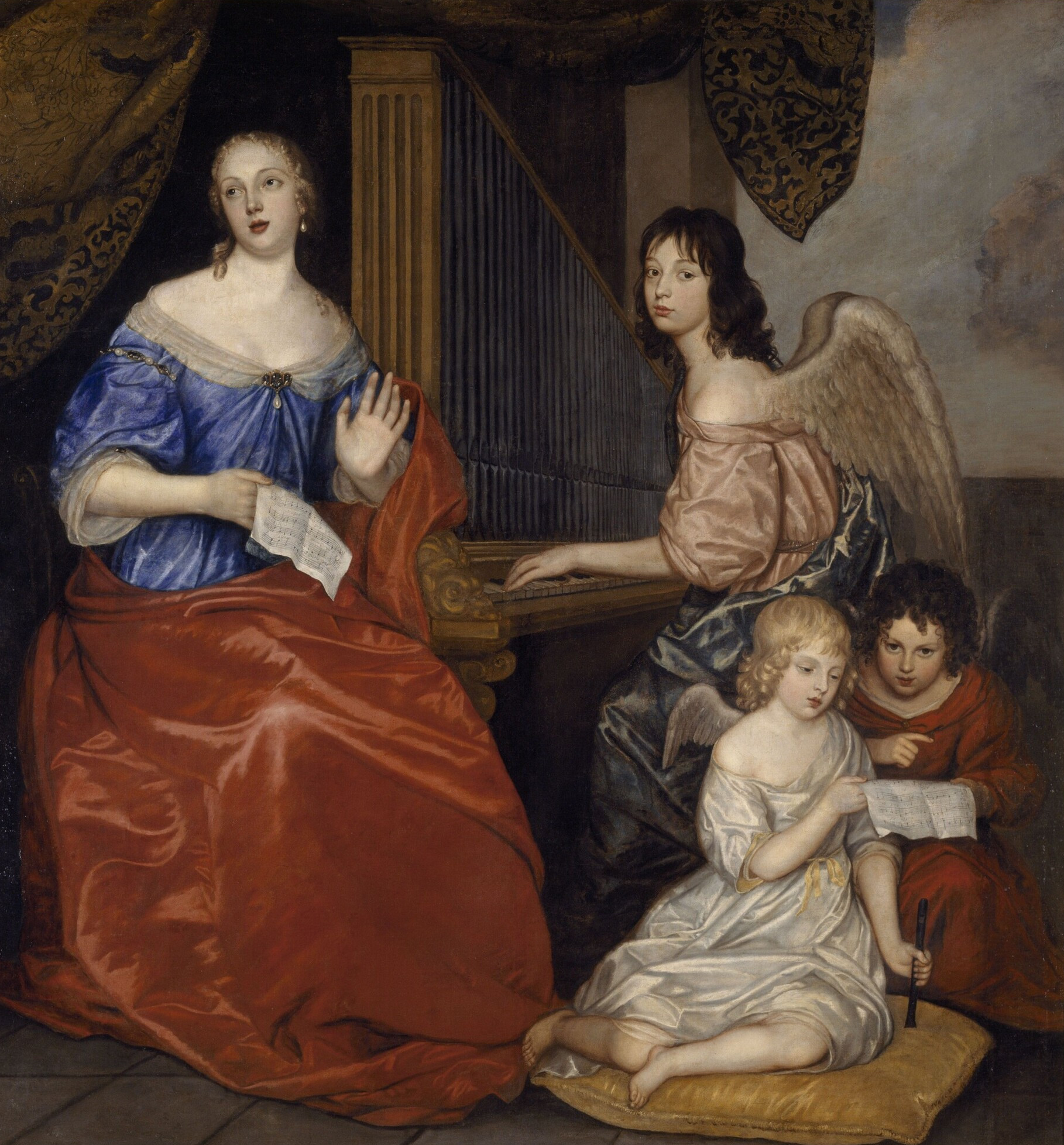
Louise de La Vallière et ses enfants par Peter Lely, Musée des Beaux-Arts de Rennes.

### La disgrâce
Au printemps 1667, la marquise de Montespan, devenue la dame d'honneur de la reine, se lia avec Louise La Vallière jusqu'à devenir sa confidente. Le roi, la rencontrant souvent chez sa maîtresse et chez la reine, remarqua sa conversation piquante, naturelle et enjouée qui contrastait avec la personnalité réservée de Louise de La Vallière. Louis XIV fut bientôt subjugué, voulut en faire sa maîtresse.
Le roi conféra à Louise le titre de duchesse de La Vallière, lui attribua le château de Vaujours et légitima leur fille Marie-Anne. Aux yeux de tous, c'était le cadeau de la disgrâce.
Lors de la campagne des Flandres de mai 1667, pendant la guerre de Dévolution, Louise enceinte du roi pour la cinquième fois, fut priée de rester à la cour. Par angoisse et/ou jalousie, elle rejoignit le roi sans sa permission. Louis XIV garda Louise auprès de lui, trouvant commode qu'elle servit une nouvelle fois de « paravent », pour couvrir le nouvel adultère royal.
Louise  écrivit le Sonnet au roi :
Tout se détruit, tout passe, et le cœur le plus tendre

Ne peut d'un même objet se contenter toujours ;

Le passé n'a point eu d'éternelles amours,

Et les siècles suivants n'en doivent point attendre.

La constance a des lois qu'on ne veut point entendre ;

Des désirs d'un grand Roi rien n'arrête le cours :

Ce qui plaît aujourd'hui déplaît en peu de jours ;

Cette inégalité ne saurait se comprendre.

Louis, tous ces défauts font tort à vos vertus ;

Vous m'aimiez autrefois, mais vous ne m'aimez plus.

Mes sentiments, hélas ! diffèrent bien des vôtres.

Amour, à qui je dois et mon mal et mon bien,

Que ne lui donniez-vous un cœur comme le mien

Ou que n'avez-vous fait le mien comme les autres !
Cinq mois plus tard, en octobre 1667, Louise donnait naissance à Louis.
Une longue période de cohabitation débuta alors entre les deux favorites. Encore une fois, Louise fut un « paravent » devant dissimuler au public les amours du roi avec une femme mariée. Dans l'espoir de regagner le cœur du roi qu'elle aimait toujours, Louise subit toutes les humiliations que lui infligeait la nouvelle favorite sans que cette stratégie ne portât ses fruits.

### Le secours de la religion
En 1670, après une longue maladie – peut-être une fausse couche – qui lui fit entrevoir la mort, Louise se tourna vers la religion, rédigeant d'émouvantes Réflexions sur la miséricorde de Dieu . Elle s'y prétendit « une pauvre créature encore attachée à la terre, et qui ne fait que ramper dans le chemin de la vertu… » Dans un premier temps, elle fit le choix de rester dans « le monde » (à la cour) pour affronter l'épreuve qui consistait pour elle à y mener une vie désormais exemplaire, et aussi, dans l'espoir d'inspirer d'autres âmes. Son amour pour le roi n'était cependant pas encore mort : « Je ne me flatte point d'être morte à mes passions, pendant que je les sens revivre plus fortement que jamais dans ce que j'aime plus que moi-même [le roi] ».

### Entrée au Carmel
Sur les conseils du père Bourdaloue, du maréchal de Bellefonds (Premier maître d'hôtel du roi) et de Bossuet, elle décida de quitter la cour pour entrer au très strict couvent des Carmélites du faubourg Saint-Jacques. Obligée de solliciter l'autorisation de Louis XIV pour se retirer, Louise rejeta toute proposition d'entrer dans un couvent moins rigoureux. Afin de la dissuader, Madame de Montespan incita le roi à présenter officiellement sa fille, Mademoiselle de Blois, à la cour. En donnant un statut officiel à sa fille, le roi pensait contraindre la duchesse de La Vallière à rester à Versailles. La nouvelle favorite, qui craignait le scandale, fit dépeindre à Louise, par l'entremise de Françoise d'Aubigné, veuve du poète Paul Scarron (qui devint plus tard Madame de Maintenon), les privations et les souffrances auxquelles elle s'exposerait en entrant au Carmel, ainsi que le scandale que ne manquerait pas de susciter une telle décision. Mais ces tentatives restèrent vaines et Madame Scarron la quitta édifiée. Avant de se retirer, Louise tint même à présenter des excuses publiques à la reine Marie-Thérèse, ce qui fit grand bruit.
Le 3 juin 1675, elle prononça ses vœux perpétuels, prenant le nom de Louise de la Miséricorde. Au couvent, elle reçut plusieurs fois la visite de la reine, de Bossuet, de la marquise de Sévigné et de la duchesse d'Orléans, belle-sœur du roi à qui elle avait confié l'éducation de son fils, le comte de Vermandois.
C'est au carmel qu'elle apprit la mort de son fils, à l'âge de 16 ans, le 18 novembre 1683.

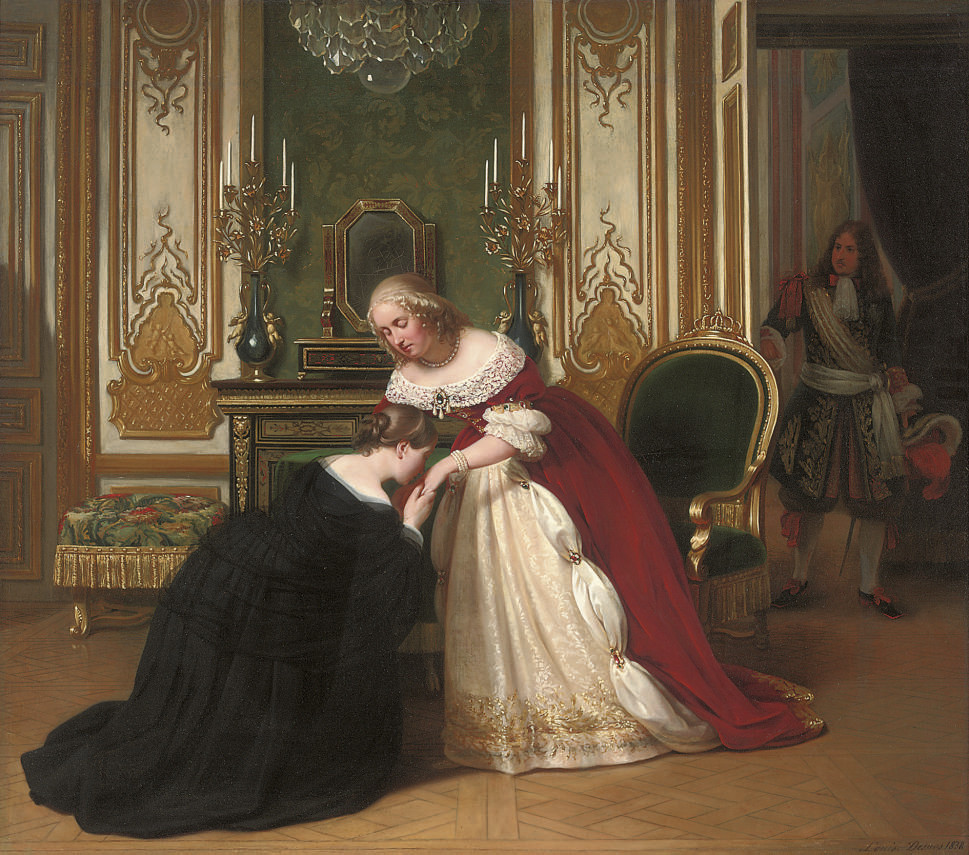
Madame de La Vallière, avant d'entrer au couvent, vient se jeter aux pieds de la reine pour obtenir son pardon, peinture d'histoire de Louise Adélaïde Desnos, 1838.
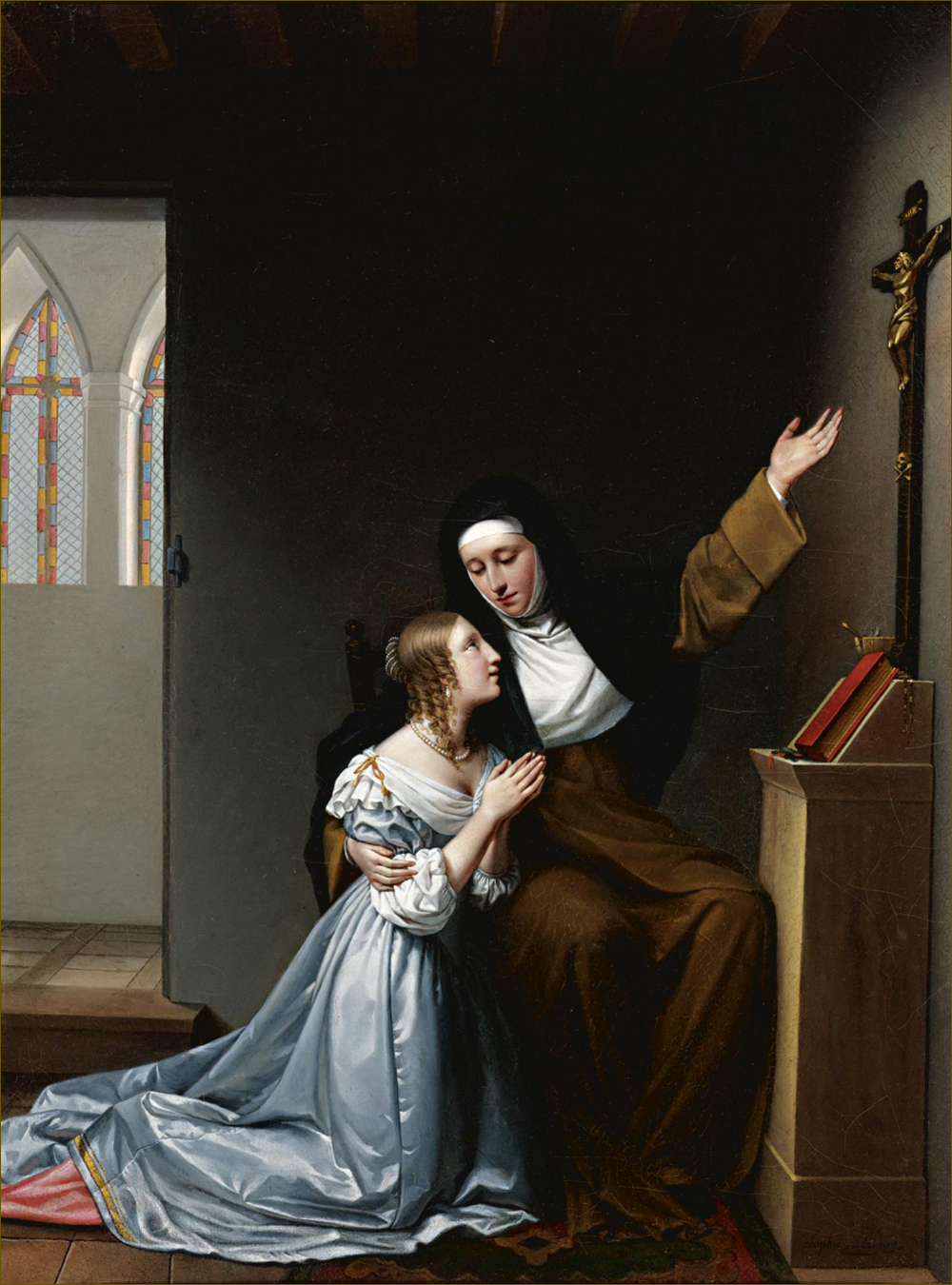
La duchesse de la Vallière au carmel, donnant des instructions de piété à sa fille Mademoiselle de Blois, peinture d'histoire de Sophie Lemire, 1812.
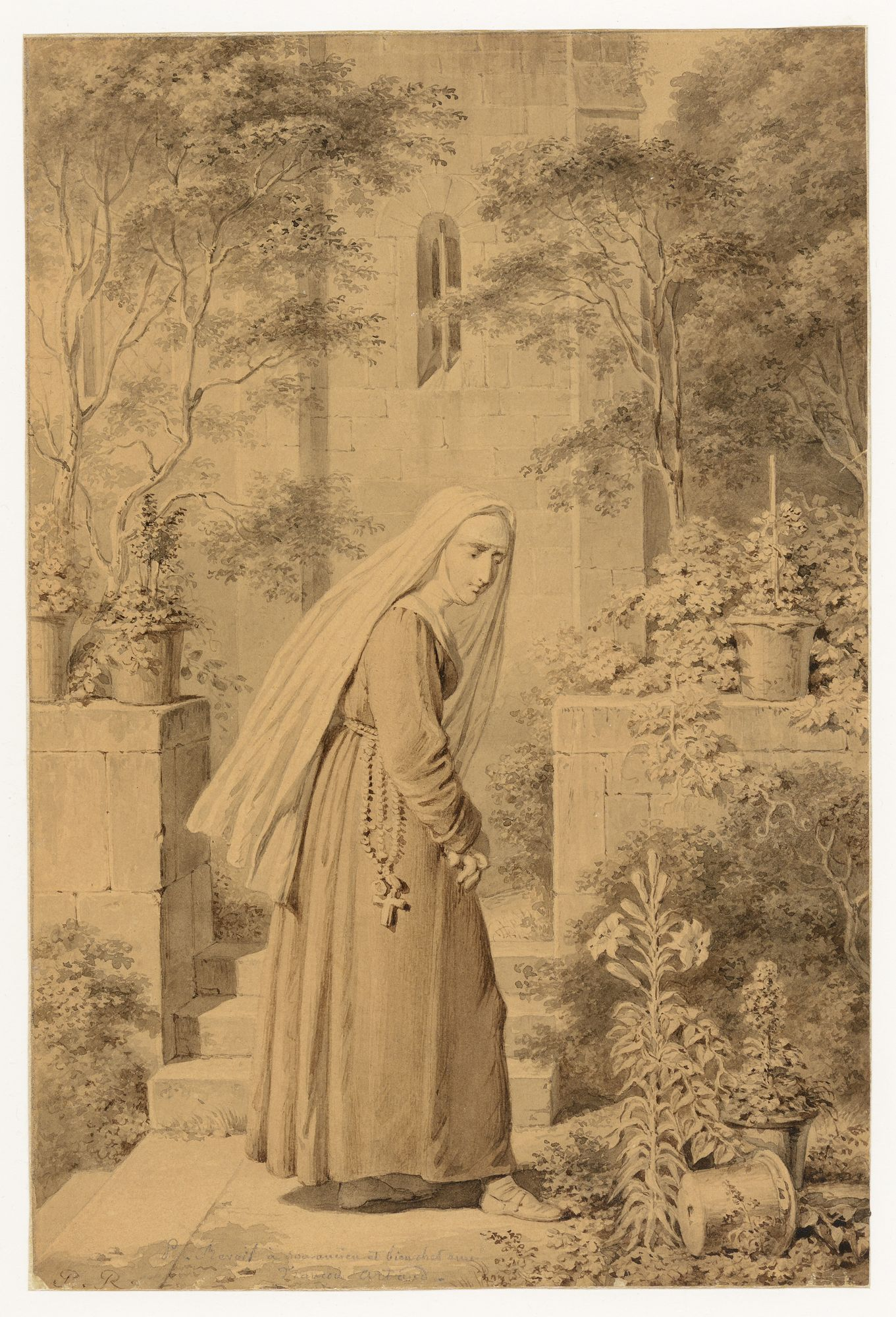
Mademoiselle de La Vallière aux Carmélites par Pierre Révoil, 1er tiers du XIXe siècle, musée des Beaux-Arts de Lyon.
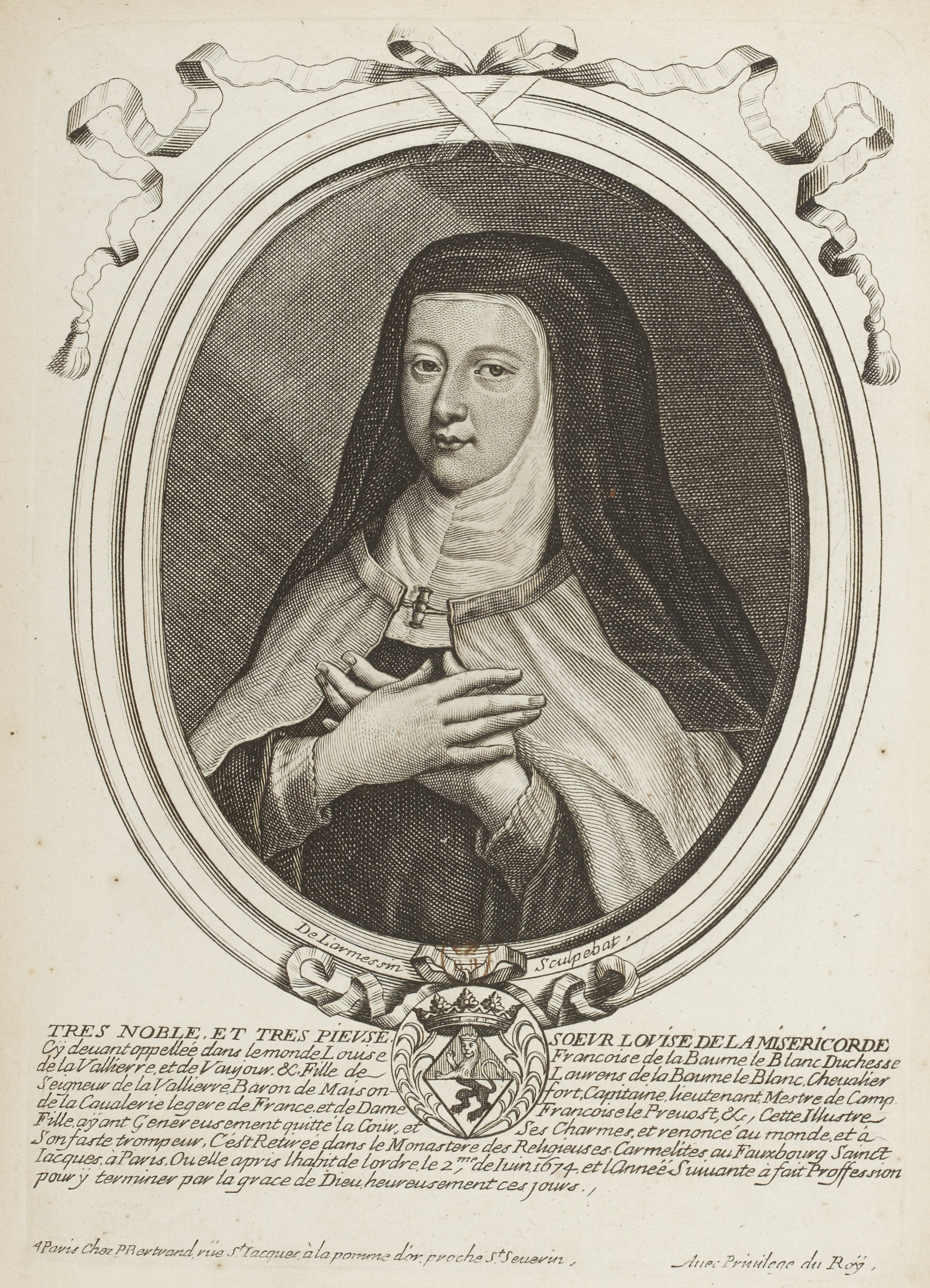
Sœur Louise de la Miséricorde, estampe de Nicolas de Larmessin.

### Décès et hommages
Elle mourut le 6 juin 1710 à l'âge de 65 ans, après 36 ans de vie religieuse. Elle fut inhumée dans le cimetière de son couvent, loin de son duché-pairie, où rien n'atteste qu'elle soit venue un jour.
Saint-Simon écrit « elle mourut […] avec toutes les marques d'une grande sainteté » et encore : « Heureux [le roi] s'il n'eût eu que des maîtresses semblables à Mme de la Vallière… ». Sainte-Beuve estime que, des trois plus célèbres favorites de Louis XIV, c'est elle « de beaucoup la plus intéressante, la seule vraiment intéressante en elle-même. » Elle symbolisait l'« amante parfaite », celle qui aime pour aimer, sans orgueil ni caprice, sans ambition ni vanité, et dont la sensibilité ne cache pas la fermeté de cœur.

## Postérité

### Musique
- Reynaldo Hahn, la Carmélite (1902), opéra en quatre actes et cinq tableaux sur un livret de Catulle Mendès.

### Littérature
- Alexandre Dumas, Le Vicomte de Bragelonne (1847), le dernier roman de sa trilogie des Mousquetaires. Dans ce roman, Dumas retrace la naissance des amours de Louise de la Vallière et du Roi. Louise de la Vallière étant tiraillée entre son amour pour le Roi et sa fidélité au Vicomte de Bragelonne qui l'aime depuis sa naissance.
- M. L'Abbé Carron. Vie de Mme. de la Vallière (1853), Paris & Limoges : Martial Ardant Frères.
- Félicité de Genlis, La Duchesse de La Vallière (1804), roman historique à succès.
- Anne-Marie Desplat-Duc, Marie-Anne, fille du roi (2009-2014), série de romans pour enfants.
- Noboru Yamaguchi, Zero no tsukaima (2004-), série de romans fantastiques et mangas.

### Peinture
- Louise Adélaïde Desnos, Madame de La Vallière, avant d'entrer au couvent, se jetant aux pieds de la reine pour obtenir son pardon ;
- Jean-Louis Ducis, lithographie Maurin, Madame de La Vallière (XIXe siècle) ;
- Peter Lely, Louise de La Vallière et ses enfants ;
- Pierre Mignard a peint plusieurs tableaux représentant Louise de La Vallière;
- Pierre Révoil réalisa un dessin à la plume, encre et lavis, Mademoiselle de La Vallière aux Carmélites ;
- Fleury François Richard, La Vallière carmélite, Salon de 1806.

### Cinéma
- Si Versailles m'était conté… de Sacha Guitry avec Gisèle Pascal dans le rôle de Louise de La Vallière (1954)
- Le Château perdu de  François Chatel avec Claude Jade dans le rôle de Louise de La Vallière (1973)

### Télévision
Louise de la Vallière fait partie des figures féminines traitées dans le cadre de l'émission Secrets d'histoire intitulée Elles ont régné sur Versailles.
Dans la saison 1 de la série Versailles, elle est interprétée par l'actrice britannique Sarah Winter.
Dans la saison 4 de la série La Guerre des trônes, la véritable histoire de l'Europe, elle est interprétée par l'actrice Juliette Aver.
Louise Françoise Le Blanc de la Vallière est également l'un des personnages principaux de la série de Light novel Zero no tsukaima, adaptée en quatre séries télévisées d'animation entre 2006 et 2012.

### Vêtement
Louise de La Vallière aurait porté une cravate à large nœud flottant, souple, et d'étoffe grise. En 1875, le terme de La Vallière (ou lavallière) fut associé à cette cravate lorsque les peintres de cette époque peignirent cet élément vestimentaire.

### Reliure
Le nom de La Vallière fut donné à une reliure de couleur feuille morte dite « maroquin lavallière », en mémoire de Louis-César de La Baume Le Blanc de La Vallière (1708-1780), célèbre bibliophile, neveu de Louise de La Vallière.

### Essence de la Vallière (parfum)
Les parfums des roses étaient appréciés de la Vallière dont elle brûlait des cassolettes dans son couvent en souvenir des parfums floraux qu'elle avait connu à la cour. Henri-Louis Duclos la décrit comme «une étoile dans l'aurore de Louis XIV qui donna son parfum à la cour de France». Le parfumeur Martial, marchand mercier sous Louis XIV, avait composé à l'occasion des Plaisirs de l'île enchantée, un parfum à la Duchesse dédié à Mme de la Vallière : cédrat, jonquille, jasmin.
L'essence de la Vallière n'est pas une essence au sens propre mais un parfum. Sa formulation apparaît en 1837 chez Élisabeth Celnart : distillat de fleurs d'oranger, de roses muscades, de cannelle et de girofle additionné d’esprit de jasmin, coloré en rouge et complété facultativement d'essence de limette et d'essence de Portugal. Elle est reprise dans Le Nouveau Manuel du Parfumeur de P. Pradal, Villon (1895, 1930). Le Formulaire des principales spécialités de parfumerie de René Cerbelaud (1920) donne une version par assemblage d'huiles essentielles (absolue de fleur d'oranger, de jasmin, de rose - musc du Tonkin, Néroli et Rose synthétique, H.E. de cannelle de Ceylan et de girofle Bourbon (une goutte), Essence de limette et de Portugal dans l'alcool à 90°.